# Мидлтон, Таппенс
Та́ппенс Ми́длтон (англ. Tuppence Middleton; род. 21 февраля 1987 года, Бристоль, Англия) — английская актриса. Известна участием в таких фильмах как «Чат», «Чистая кожа», «Игра в имитацию», «Долгое падение», «Восхождение Юпитер» и «Транс». Также снималась в таких телесериалах как «Кости», «Новые трюки», «Ужин в пятницу вечером», «Синдбад», «Чёрное зеркало» и «Война и мир», «Восьмое чувство».

## Биография
Таппенс Мидлтон родилась 21 февраля 1987 в Бристоле в семье Найджела и Тины Мидлтон. Имя Таппенс она получила в честь детского прозвища своей матери, которое той дала её мать. Выросла в Кливдоне в графстве Сомерсет, с младшим братом Джошем и старшей сестрой Энджел.
В апреле 2022 года стало известно, что она беременна первым ребёнком.

## Фильмография
| Год  |   | Русское название             | Оригинальное название    | Роль                                  |
| ---- | - | ---------------------------- | ------------------------ | ------------------------------------- |
| 2008 | ф |                              | Dance Lessons            | Alice                                 |
| 2009 | ф | Истерзанный                  | Tormented                | Justine Fielding                      |
| 2010 | ф | Скелеты                      | Skeletons                | Rebecca                               |
| 2010 | ф | Чат                          | Chatroom                 | Candy                                 |
| 2010 | ф | На лугу                      | In the Meadow            | Grace                                 |
| 2010 | ф |                              | Ever Here I Be           | Valerie                               |
| 2010 | ф | Первый свет                  | First Light              | Grace                                 |
| 2010 | ф |                              | Connect                  | Woman                                 |
| 2011 | ф | Субкультура                  | Subculture               | Лили                                  |
| 2012 | ф | Чистая кожа                  | Cleanskin                | Кейт                                  |
| 2013 | ф | Леди исчезает                | The Lady Vanishes        | Iris Carr                             |
| 2013 | ф | Транс                        | Trance                   | Young Woman in Red Car                |
| 2013 | ф | Ловушка для Золушки          | Trap for Cinderella      | Микки                                 |
| 2013 | ф | Как украсть бриллиант        | The Love Punch           | Софи Джоунз                           |
| 2013 | ф | Долгое падение               | A Long Way Down          | Кэти                                  |
| 2014 | ф | Игра в имитацию              | The Imitation Game       | Хелен                                 |
| 2015 | ф | Восхождение Юпитер           | Jupiter Ascending        | Калик Абрасакс                        |
| 2017 | ф | Война токов                  | The Current War          | Мэри Стилуэлл Эдисон                  |
| 2019 | ф | Аббатство Даунтон            | Downton Abbey            | Люси Смит                             |
| 2020 | ф | В чужой шкуре                | Possessor                | Ава Парс                              |
| 2020 | ф | Манк                         | Mank                     | (Бедная) Сара, жена Хермана Манкевича |
| 2022 | ф | Аббатство Даунтон: Новая эра | Downton Abbey: A New Era | Люси Брэнсон                          |

## Телевидение
| Год  |   | Русское название                 | Оригинальное название | Роль                     |
| ---- | - | -------------------------------- | --------------------- | ------------------------ |
| 2008 | с | Кости                            | Bones                 | Vera Waterhouse          |
| 2010 | с | Новые трюки                      | New Tricks            | Melanie Higgs            |
| 2011 | с | Ужин в пятницу вечером           | Friday Night Dinner   | Tanya Green              |
| 2011 | с | Сирены                           | Sirens                | Sarah Fraisor            |
| 2012 | с | Синдбад                          | Sinbad                | Tiger                    |
| 2013 | с | Льюис                            | Lewis                 | Vicki Walmsley           |
| 2013 | с | Шпионы Варшавы                   | Spies of Warsaw       | Gabrielle                |
| 2013 | с | Чёрное зеркало                   | Black Mirror          | Jem                      |
| 2015 | с | Восьмое чувство                  | Sense8                | Райли Блю                |
| 2015 | с | Диккенсиана                      | Dickensian            | Амелия Хевишем           |
| 2016 | с | Война и мир                      | War and Peace         | Элен Курагина (Безухова) |
| 2017 | с | Электрические сны Филипа К. Дика | Electric Dreams       | Линда                    |